# Альбрехт, Константин Фёдорович
Константи́н Фёдорович А́льбрехт (10.05.1890 — 26.04.1945 г. Париж) — русский военный лётчик, военный инженер, один из первых русских танкистов, участник Первой мировой и Гражданской войны, поручик РИА, капитан Белой армии, артист во Франции (псевдоним — Константин Фоск).

## Биография
Родился 10 мая (23 по новому стилю) 1890 года. В 1907 году окончил Суворовский кадетский корпус. В тот же год поступил в Николаевское инженерное училище, которое окончил в 1910 году со званием поручика. Службу проходил в Новогеоргиевской крепостной артиллерии. По личному прошению переведён в авиацию. В январе 1913 года в составе 4-го набора приступил к занятиям на теоретических курсах авиации при Санкт-Петербургском политехническом институте (ЦГИА СПб, ф. 478, оп. 7, д. 4, л. 1 — 5). После успешного окончания курсов направлен в Севастопольскую авиационную школу для обучения полётам. Получил звание «военный лётчик». Служил в Виленском военном округе в городе Лида в крупном авиационном центре, где была сформирована 4-я авиационная рота, в которую вошли 7 корпусных авиаотрядов. Весной 1914 года, совершая перелёт Лида — Вильно на «Ньюпоре-4», потерпел аварию под г. Люблином вблизи казарм 69 Рязанского полка. После долгого лечения вернулся в строй. Участник Первой мировой войны с первых дней. Зарекомендовал себя удачливым и бесстрашным разведчиком. С начала 1916 года Константин Альбрехт командир корпусного авиаотряда. В одном из боёв самолёт Альбрехта был поврежден, сам лётчик ранен, но сумел дотянуть до своего аэродрома и посадить машину. После выхода из госпиталя по решению медицинской комиссии от полётов был отстранён и направлен в Одессу на завод «Антара», где до конца 1917 года служил наблюдающим за постройкой самолётов.
Октябрьский переворот не принял. Воевал во ВСЮР (Вооружённых Силах Юга России) и Русской армии в танковых войсках. Командир танка «Потёмкин». Получил звание капитана. После поражения Белого движения в эмиграции во Франции. Входил в союз русских лётчиков во Франции. Под псевдонимом Константин Фоск стал известным парижским артистом и занимался артистической деятельностью до конца жизни. Разрабатывался советскими спецслужбами. По сообщению Лондонской резидентуры Иностранного отдела ОГПУ: «Альбрехт Константин Фёдорович — военный лётчик. Хороший лётчик европейской войны. В деле любит личную выгоду. Для современной авиации малополезен. Артист в Париже» (ЦА ФСБ РФ, ф. 2, Оп. 2, д. 131, л. 1 — 7).
Умер Константин Фёдорович Альбрехт 26 апреля 1945 года в Париже. Похоронен на кладбище Сент-Женевьев-де-Буа.